# Callipia rosetta
Callipia rosetta är en fjärilsart som beskrevs av Thierry-mieg 1904. Callipia rosetta ingår i släktet Callipia och familjen mätare. Inga underarter finns listade i Catalogue of Life.